# Ken Wharton
Frederick Charles Kenneth „Ken“ Wharton (* 21. März 1916 in Smethwick bei Birmingham; † 12. Januar 1957 in Ardmore, Neuseeland) war ein englischer Automobilrennfahrer.

## Beginn der Karriere
Bereits in den späten 1930er-Jahren probierte sich der Garagenbesitzer am Steuer eines kleinen Austin Seven mit Kompressor bei Rennen in Donington Park aus. Nach dem Zweiten Weltkrieg wollte er seine unterbrochene Rennfahrerkarriere fortsetzen und startete daher bei diversen Trial- und Bergrennen sowie einigen Rallyes auf den britischen Inseln und dem Kontinent.

## Begegnung mit dem Idol
Zeichnete sich anfangs der Stil des untersetzten Mannes mit den Boxerschultern durch grimmige Entschlossenheit aus, so sollte er sich in vielen Dingen durch die Begegnung mit seinem Idol wandeln: In Zandvoort traf er den französischen Grand-Prix-Fahrer und Europameister von 1946 Raymond Sommer. Dieser schien von der ungekünstelten Begeisterung des Briten angetan, so dass er sich die Zeit nahm, ihn noch vor Ort in die tieferen Geheimnisse der Abstimmung, der Bremspunkte und der Ideallinie einzuweihen. Wharton wollte nun auch in die höheren Grand-Prix-Klassen aufsteigen.

## Der britische „Bergkönig“
Um dieses Ziel zu erreichen, wollte er in möglichst vielen verschiedenartigen Rennen seine Fahrkunst unter Beweis stellen – eine Strategie, die nach dem Krieg viele Piloten verfolgten. Hat er bisher erfolgreich Rallyes und Trials bestritten, wie der Klassensieg bei der Tulpen-Rallye in den Jahren 1949 und 1950 und derjenigen in Lissabon sowie das Championat der Trialmeisterschaft des Royal Automobile Club (RAC) auf einem Ford V8 Pilot bewiesen, so wendete er sich nun verstärkt den Bergrennen zu, da dort die Starterfelder übersichtlicher sind und die Rennen auch mit Formel-Wagen bestritten werden.
Daher erwarb er zunächst einen Cooper-Formel-3-Rennwagen, dessen 500-cm³-Motor er schnell durch einen 1000-cm³-JAP-Motorradmotor ersetzte, schließlich einen Zweiliter-Formel-ERA, wobei er mit beiden Modellen schon 1950 erste Klassensiege verbuchen konnte.
Bereits im Folgejahr errang er zum ersten Mal den Titel eines RAC-Bergmeisters, den er auch in den folgenden drei Jahren erfolgreich verteidigen sollte. Dies sollte auch seine eigentliche Domäne bleiben, aber sein eigentliches Ziel verlor er nicht aus den Augen.

## Einsätze als Werksfahrer
Folgerichtig wurde er auch als Werksfahrer für Frazer-Nash und Jaguar bei Langstrecken-, Sportwagen- und Formel-1-Rennen eingesetzt. Später erlebte man ihn auch auf B.R.M. und Vanwall in der Formel 1. Insgesamt bestritt er in der so genannten „Königsklasse“ des Motorsports zwischen 1953 und 1955 15 Rennen. Gleich seine erste Saison war allerdings auch die erfolgreichste, als er sich mit dem Frazer-Nash-Bristol beim Grand Prix der Schweiz in Bremgarten einen vierten Platz erkämpfte. Dies sollten seine einzigen Wertungspunkte bleiben, da in den Jahren der Ferrari-Dominanz in der Regel nur vierte und fünfte Plätze zu holen waren.
Bei Sportwagenrennen, wie dem „August Bank Holiday Saturday“ in Boreham im selben Jahr auf einem Frazer-Nash-MkII-Le-Mans-Replica im selben Jahr oder zwei Jahre später als Werksfahrer bei dem 12-Stunden-Rennen von Reims auf einem Jaguar D-Type sah man ihn jedoch wieder als Sieger.

## Die Legende von Goodwood
1954 gelang ihm auch sein erfolgreichstes Jahr mit einem Grand-Prix-Wagen. Bei dem nicht zur Weltmeisterschaft zählenden berühmten Rennen im Easter-Monday-Goodwood-Meeting gelang ihm auf dem kapriziösen B.R.M. P15 mit kompressorgeladenem 1,5-Liter-V16-Aggregat ein von der Startlinie an heißerkämpfter Sieg gegen seinen Erzrivalen Roy Salvadori, der einen eigentlich überlegenen Maserati steuerte. Lediglich der bessere Start und das konsequente Blockieren hielten Ken vor seinem Gegner, der den in Kurven deutlich langsameren B.R.M., der ihm aufgrund seiner Breite auch noch die Ideallinie sichtmäßig versperrte, nicht überholen konnte. Wharton fuhr konsequent Kampflinie, was ihm noch durch den Umstand erleichtert wurde, dass sein Monoposto permanent Öl spuckte, welches sich auf der Windschutzscheibe und der Brille seines Verfolgers niederschlug. Salvadori verlor die Nerven, fuchtelte wild mit den Armen und versuchte in einer Verzweiflungstat während der 19. Runde in der Lavant-Kurve innen reinzustechen – die Kollision war unvermeidlich. Beide Fahrer konnten zwar nach dem Dreher weiterfahren, aber Roy musste mit einem Kupplungsschaden aufgeben, während Ken Wharton das Rennen gewann. „Ken war einer der allerhärtesten Fahrer, ich hätte es besser wissen müssen …“, urteilte Roy Salvadori im Rückblick dazu.

## Der Rennfahrertod
Nach vielversprechenden Einsätzen auf einem Sportwagen von Ferrari 1957 sollte er sich auch bei einem Rennen im neuseeländischen Ardmore versuchen. Dort trug ihn der Ferrari nach einem Drift auf eine Rasenfläche, wo die Bremsen des Boliden unwirksam wurden. Seitlich prallte der Wagen gegen die Streckenbegrenzung, wobei Ken Wharton auf der Stelle getötet wurde.
Dank seines Kampfgeistes war Wharton bei den Briten zeitweilig sehr populär und galt als einer der vielseitigsten Fahrer seiner Zeit. Mangelndes Talent machte er anfangs durch Begeisterung und Einsatz weg, erst in den späteren Jahren pflegte er einen ökonomischen Fahrstil.

## Statistik

### Statistik in der Automobil-Weltmeisterschaft

#### Gesamtübersicht
| Saison | Team                     | Chassis          | Motor           | Rennen | Siege | Zweiter | Dritter | Poles | schn. Rennrunden | Punkte | WM-Pos. |
| ------ | ------------------------ | ---------------- | --------------- | ------ | ----- | ------- | ------- | ----- | ---------------- | ------ | ------- |
| 1952   | Scuderia Franera         | Frazer-Nash FN48 | Bristol 2.0 L6  | 2      | −     | −       | −       | −     | −                | 3      | 13.     |
| 1952   | Scuderia Franera         | Frazer-Nash 421  | Bristol 2.0 L6  | 1      | −     | −       | −       | −     | −                | 3      | 13.     |
| 1952   | Scuderia Franera         | Cooper T20       | Bristol 2.0 L6  | 1      | −     | −       | −       | −     | −                | 3      | 13.     |
| 1953   | Ken Wharton              | Cooper T23       | Bristol 2.0 L6  | 5      | −     | −       | −       | −     | −                | −      | NC      |
| 1954   | Owen Racing Organisation | Maserati 250F    | Maserati 2.5 L6 | 4      | −     | −       | −       | −     | −                | −      | NC      |
| 1955   | Vandervell Products Ltd. | Vanwall VW55     | Vanwall 2.5 L4  | 2      | −     | −       | −       | −     | −                | −      | NC      |
| Gesamt | Gesamt                   | Gesamt           | Gesamt          | 15     | −     | −       | −       | −     | −                | 3      |         |

#### Einzelergebnisse
| Saison | 1 | 2   | 3   | 4   | 5   | 6   | 7 | 8  | 9 |
| ------ | - | --- | --- | --- | --- | --- | - | -- | - |
| 1952   |   |     |     |     |     |     |   |    |   |
| 4      |   | DNF |     |     |     | DNF | 9 |    |   |
| 1953   |   |     |     |     |     |     |   |    |   |
|        |   | DNF |     | DNF | 8   |     | 7 | NC |   |
| 1954   |   |     |     |     |     |     |   |    |   |
|        |   |     | DNF | 8   | DNS | 6   |   | 8  |   |
| 1955   |   |     |     |     |     |     |   |    |   |
|        |   |     |     |     | 9   | DNF |   |    |   |

| Legende  | Legende            | Legende                                                          |
| Farbe    | Abkürzung          | Bedeutung                                                        |
| -------- | ------------------ | ---------------------------------------------------------------- |
| Gold     | –                  | Sieg                                                             |
| Silber   | –                  | 2. Platz                                                         |
| Bronze   | –                  | 3. Platz                                                         |
| Grün     | –                  | Platzierung in den Punkten                                       |
| Blau     | –                  | Klassifiziert außerhalb der Punkteränge                          |
| Violett  | DNF                | Rennen nicht beendet (did not finish)                            |
| Violett  | NC                 | nicht klassifiziert (not classified)                             |
| Rot      | DNQ                | nicht qualifiziert (did not qualify)                             |
| Rot      | DNPQ               | in Vorqualifikation gescheitert (did not pre-qualify)            |
| Schwarz  | DSQ                | disqualifiziert (disqualified)                                   |
| Weiß     | DNS                | nicht am Start (did not start)                                   |
| Weiß     | WD                 | zurückgezogen (withdrawn)                                        |
| Hellblau | PO                 | nur am Training teilgenommen (practiced only)                    |
| Hellblau | TD                 | Freitags-Testfahrer (test driver)                                |
| ohne     | DNP                | nicht am Training teilgenommen (did not practice)                |
| ohne     | INJ                | verletzt oder krank (injured)                                    |
| ohne     | EX                 | ausgeschlossen (excluded)                                        |
| ohne     | DNA                | nicht erschienen (did not arrive)                                |
| ohne     | C                  | Rennen abgesagt (cancelled)                                      |
| ohne     | keine WM-Teilnahme |                                                                  |
| sonstige | P/fett             | Pole-Position                                                    |
| sonstige | 1/2/3/4/5/6/7/8    | Punktplatzierung im Sprint-/Qualifikationsrennen                 |
| sonstige | SR/kursiv          | Schnellste Rennrunde                                             |
| sonstige | *                  | nicht im Ziel, aufgrund der zurückgelegten Distanz aber gewertet |
| sonstige | ()                 | Streichresultate                                                 |
| sonstige | unterstrichen      | Führender in der Gesamtwertung                                   |

### Le-Mans-Ergebnisse
| Jahr | Team                         | Fahrzeug                          | Teamkollege       | Platzierung             | Ausfallgrund    |
| ---- | ---------------------------- | --------------------------------- | ----------------- | ----------------------- | --------------- |
| 1953 | Automobiles Frazer Nash Ltd. | Frazer Nash Le Mans Touring Coupé | Laurence Mitchell | Rang 13 und Klassensieg |                 |
| 1954 | Jaguar Cars Ltd.             | Jaguar D-Type                     | Peter Whitehead   | Ausfall                 | Getriebeschaden |
| 1956 | Jaguar Cars Ltd.             | Jaguar D-Type                     | Jack Fairman      | Ausfall                 | Unfall          |

### Einzelergebnisse in der Sportwagen-Weltmeisterschaft
| Saison | Team             | Rennwagen           | 1   | 2   | 3   | 4   | 5   | 6   | 7   |
| ------ | ---------------- | ------------------- | --- | --- | --- | --- | --- | --- | --- |
| 1953   | Frazer Nash      | Frazer Nash Le Mans | SEB | MIM | LEM | SPA | NÜR | RTT | CAP |
| 1953   | Frazer Nash      | Frazer Nash Le Mans |     |     | 13  | 6   |     |     |     |
| 1954   | Jaguar           | Jaguar D-Type       | BUA | SEB | MIM | LEM | RTT | CAP |     |
| 1954   | Jaguar           | Jaguar D-Type       |     |     |     | DNF | 6   |     |     |
| 1955   | Frazer Nash      | Frazer Nash Le Mans | BUA | SEB | MIM | LEM | RTT | TAR |     |
| 1955   | Frazer Nash      | Frazer Nash Le Mans |     | DNF |     |     |     |     |     |
| 1956   | Scuderia Ferrari | Ferrari 290MM       | BUA | SEB | MIM | NÜR | KRI |     |     |
| 1956   | Scuderia Ferrari | Ferrari 290MM       | 3   |     |     |     |     |     |     |